# Edouard Klein

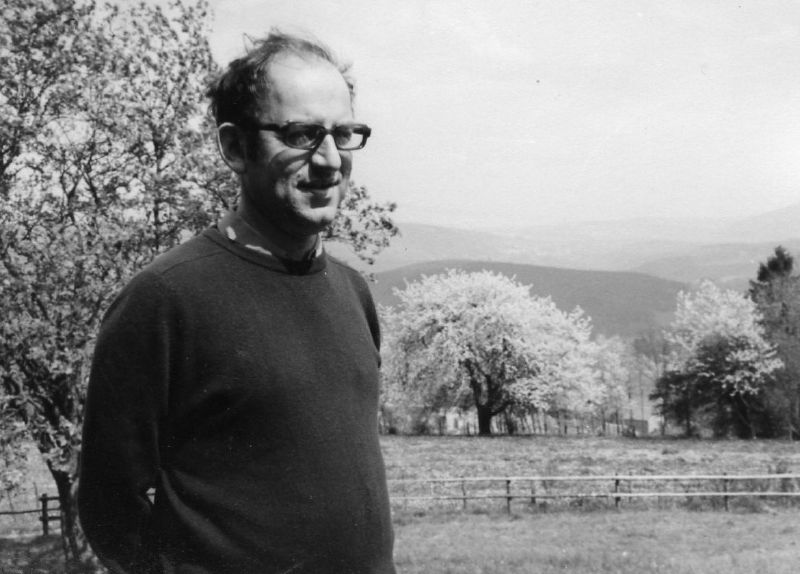
Edouard Klein (ca. 1974)

Edouard Klein (Brussel, 20 januari 1933 - 5 september 2008) was een Belgisch volksvertegenwoordiger.  

## Levensloop
Van opleiding licentiaat politieke en administratieve wetenschappen van de ULB werd Klein beroepshalve onderzoeker aan het Interuniversitair Centrum voor Staatsrecht. Van  1959 tot 1966 werkte hij als adviseur voor het Centre Paul Hymans, de studiedienst van de Liberale Partij en haar opvolger PVV-PLP. Van 1963 tot 1965 was hij tevens leerkracht aan het Institut d'Enseignement supérieur Lucien Cooremans, dat hoger onderwijs aanbiedt. Van 1965 tot 1977 was hij vervolgens beheerder bij de Commissie van Openbare Onderstand in Brussel.
In 1951 engageerde Klein zich bij de liberale jongeren in Brussel, waarvan hij in de jaren 1960 de voorzitter was. Van 1965 tot 1994 was hij voor de PVV-PLP gemeenteraadslid van Brussel, waar hij van 1977 tot 1983 schepen was.
In januari 1973 verbraken de Brusselse liberalen alle banden met hun geestesgenoten in Vlaanderen en Wallonië uit onvrede met het Brusselse beleid van de regering-Leburton, waarin de Vlaamse PVV en de Waalse PLP ministers leverden, en werd de Parti Libéral Démocrate et Pluraliste (PLDP) gesticht, waarvan Klein de medeoprichter was. In 1974 werd de PLDP hernoemd tot Parti Libéral Bruxellois (PL) en van 1976 tot 1979 was hij ondervoorzitter van deze partij. In 1979 smolt de PL samen met de Waalse liberalen van de PRLW, waaruit de PRL ontstond. Van 1981 tot 1990 was Klein voorzitter van de Brusselse afdeling van de PRL en van 1983 tot 1990 was hij eveneens secretaris-generaal van de PRL.
Van 1981 tot 1991 zetelde Klein daarenboven voor het arrondissement Brussel in de Kamer van volksvertegenwoordigers, waar hij quaestor was. Hij was voorts tussen 1971 en 1989 lid van de Brusselse Agglomeratieraad en lid van de Franse Gemeenschapsraad. Daarnaast werd hij van 1982 tot 1986 ondervoorzitter van de ULB en was hij van 1974 tot 1976 voorzitter van de Gewestelijke Ontwikkelingsmaatschappij van het Brussels Hoofdstedelijk Gewest.
In 1978 had hij voor de kiescampagne een slogan uitgevonden die tweetaligheid vereiste om de knipoog te begrijpen: Voyez grand, votez Klein!. 
In 1994 werd hij getroffen door een slepende ziekte en kon hij geen activiteiten meer uitoefenen.